# Svanviks naturreservat

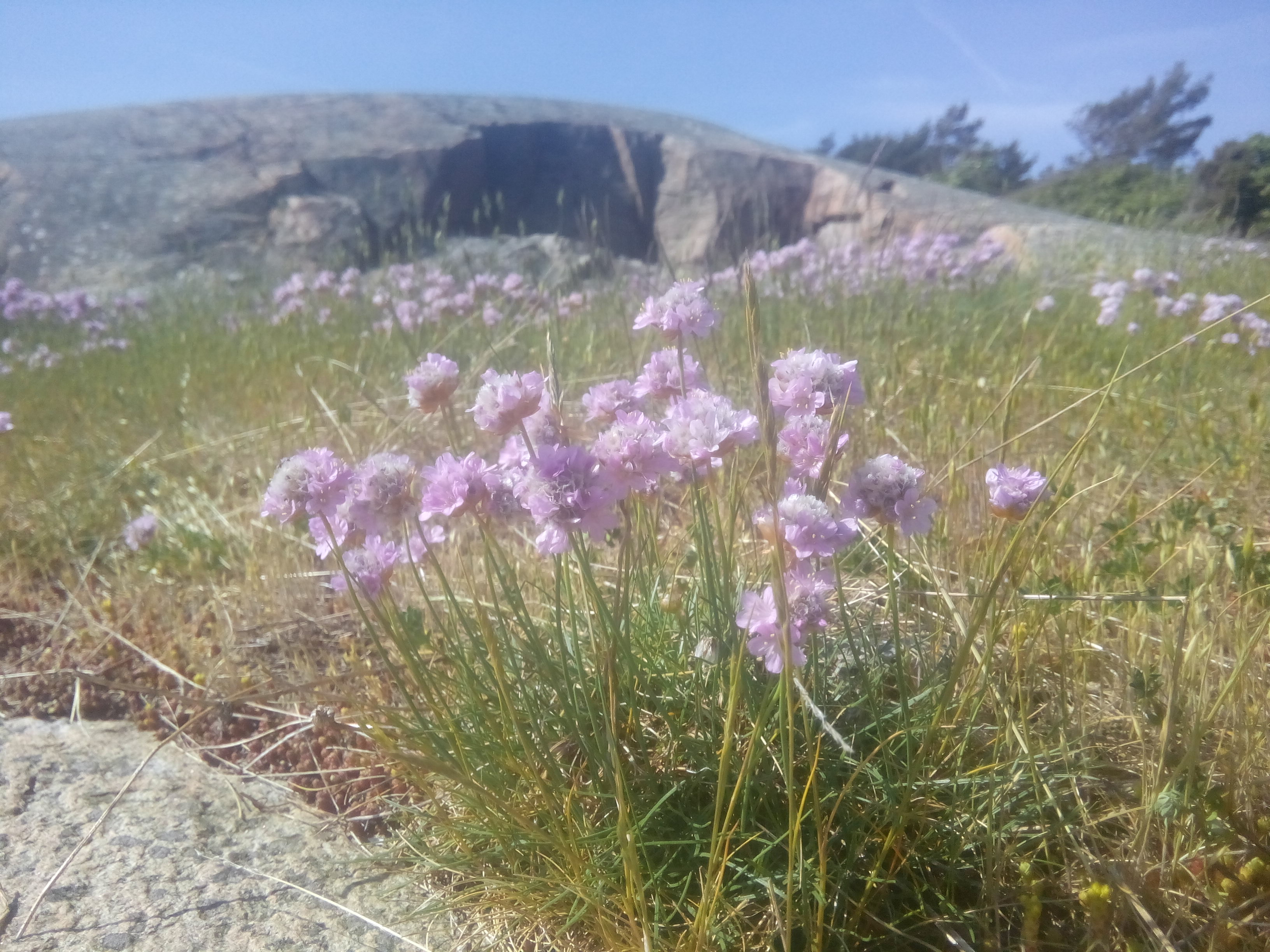
Blommor i naturreservatet.

Svanviks naturreservat är ett naturreservat i Stala socken i Orusts kommun i Bohuslän.
Området, som ligger i Stigfjorden, är beläget väster om Svanvik och är skyddat sedan 1977. Det är 298 hektar stort. Svanviks och Tjuve kile utgör med sina grunda bottnar och strandängar en värdefull fågellokal.
Mot öster möter låglänt ängsmark och i norr finns bergspartier. Inom området växer ädellövskog med ek, alm, bok och ask. Där växer  lundslok, stinksyska, lundelm och blåsippa. De yttre delarna av Svanviks udde karakteriseras av bergpartier med hällmarker och ljunghedar. Höga bergpartierna inom området domineras av hällmarkstallskog.
Den vanligaste blandskogstypen är ek-tallskogen. Närmast havet dominerar tall. 
Området är ett Natura 2000-område och förvaltas av Västkuststiftelsen.